# Sydenham River (tillflöde till Lake Saint Clair)
Sydenham River är ett vattendrag i Kanada.   Det ligger i provinsen Ontario, i den sydöstra delen av landet, 600 km sydväst om huvudstaden Ottawa.
Trakten runt Sydenham River består till största delen av jordbruksmark. Runt Sydenham River är det glesbefolkat, med 20 invånare per kvadratkilometer.